# 반사-굴절 망원경
반사-굴절 망원경(反射屈折望遠鏡) 또는 굴절반사망원경(屈折反射望遠鏡)은 반사 망원경과 굴절 망원경의 장점을 살려서 만든 방식의 망원경으로, 경통의 앞쪽 끝에 커다란 렌즈가 있고 뒤쪽에 커다란 반사경이 있다. 독일의 광학기기 제작자인 슈미트가 1930년에 발명했다.
굴절반사망원경은 포물면거울이 아닌 구면거울을 사용한다. 또한 렌즈가 광선을 약간 굴절시키면서 구면거울 때문에 일어나는 반사 오차를 바로잡는다. 곡면 거울을 이용하여 빛을 모은다는 점은 반사망원경과 같지만, 경통 앞에 보정 렌즈를 붙여서 반사 망원경에서 나타나는 여러 가지 수차들을 보정하도록 하였다.
이 망원경은 하늘에서 다른 망원경보다 더 넓은 상을 만들며, 천문학자들은 커다란 슈미트망원경을 이용해 하늘에 있는 천체를 찍는다.

## 같이 보기
- 슈미트-카세그레인식 망원경
- 막스토프-카세그레인식 망원경
- 굴절 망원경
- 반사 망원경